# San Cipriano Po
San Cipriano Po är en ort och kommun i provinsen Pavia i regionen Lombardiet i Italien. Kommunen hade 478 invånare (2018).